# Estádio Antônio Guimarães de Almeida
O Estádio Antônio Guimarães de Almeida, popularmente chamado de Almeidão ou Estádio do Tombense, é um estádio da cidade de Tombos, Minas Gerais. Com capacidade para 6.555 espectadores. É o estádio onde o Tombense manda seus jogos.
Inicialmente abrigava apenas mil torcedores, mas foi ampliado às vésperas do Campeonato Mineiro de 2013, quando o Tombense chegaria pela primeira vez à elite do futebol mineiro.
Em 2014, o Tombense mandou no estádio seus jogos pelo Brasileirão da Série D, onde garantiu acesso à terceira divisão.
Em 2022 e 2023, o estádio passou por uma grande reforma, que mais que dobrou a capacidade do estádio, passando de 3.055 para 6.555 lugares, para tornar-se apto a receber jogos da Série B. A reinauguração ocorreu dia 7 de outubro de 2023, na partida contra o Juventude, válida pela 31.ª rodada da competição.